# La virtù indiana
La virtù indiana è una composizione drammatica in tre atti di Giacomo Leopardi, scritta nel 1811, all'età di tredici anni, e donata al conte Monaldo come strenna natalizia. Il giovanissimo letterato, incoraggiato dalla produzione teatrale del padre, elabora un soggetto da un resoconto storico di Francesco Becattini, mettendo in scena la storia dell'impero Moghul all'apice del suo splendore nel XVIII secolo. Produzione giovanile e scolastica, La virtù indiana è un lavoretto che rivela una vocazione artistica potente, dove sono già presenti costrutti, scelte stilistiche, attenzione per certi aggettivi e parole che, nella produzione successiva, definiranno l'espressione del pensiero leopardiano: non ancora la filosofia del recanatese, ma il tema di essa.

## Genesi dell'opera
Nell'immaginario classicista leopardiano, il dramma è genere della cultura italiana alto, impegnato; sottintende un'idea di intellettuale responsabile, indagatore del vero, ammonitore e dissenziente nei confronti della società cui si rivolge; un intellettuale che, senza rinnegare la natura, madre della poesia e dei classici, supera la rigidità accademica e le insidie tese all'originalità del poeta dall'imitazione dei grandi, scrivendo in una lingua e con uno stile che piacciano a tutti. A teatro Leopardi è colpito dal popolo tumultuante e non dagli attori o dalla scena; lo spazio teatrale è l'ultimo luogo della viva comunicazione rimasto al popolo, dove un'opera arriva diretta a singoli individui, che diventano un solo volto contemplabile. Tale giovanile concezione sarà profondamente rivista e quasi del tutto rovesciata quando, nel teatro italiano, al verso si sostituirà la prosa, che meglio saprà esprimere i cambiamenti della società e il modo di rappresentarla. Per Leopardi, la poesia si divide in tre generi: lirico, epico e drammatico. Il lirico è il più nobile di tutti; è poesia pura, espressione sincera di un affetto sentito dall'uomo, che si consola col canto e con l'armonia delle parole misurate. L'epico è un'amplificazione del lirico e nasce quando la poesia narra, raccontando e intrecciando storie. Poi viene il drammatico, che non è ispirazione pura: esso consiste nella precisa rappresentazione della cosa imitata, con gesti, voci, dialoghi, scenografie, da sottoporre al giudizio dei nostri sensi; è il genere della civiltà, che produce un'immagine finta, irregolare e disarmonica della realtà. Chi si sente mosso a poetare lo fa per il bisogno di esprimere i suoi sentimenti: i drammaturghi invece mancano di esprimere sé stessi. Infine, all'imitazione drammatica giova più la prosa, come nei romanzi, che il verso, perché essa è sempre qualcosa di servile. La lirica, al contrario, non è imitazione della natura: il poeta esprime il proprio sentimento personale e sdegna di vestire i panni di un altro personaggio. La sola musa ispiratrice della vera poesia è la passione che anima l'artista al momento presente; considerarla arte imitativa, come la pittura, è un'idea falsissima: il poeta immagina, e l'immaginazione vede il mondo come non è; egli finge, inventa, ma non imita: il carattere del vero poeta è quello del creatore e dell'inventore.

### La famiglia Leopardi e il teatro a Recanati

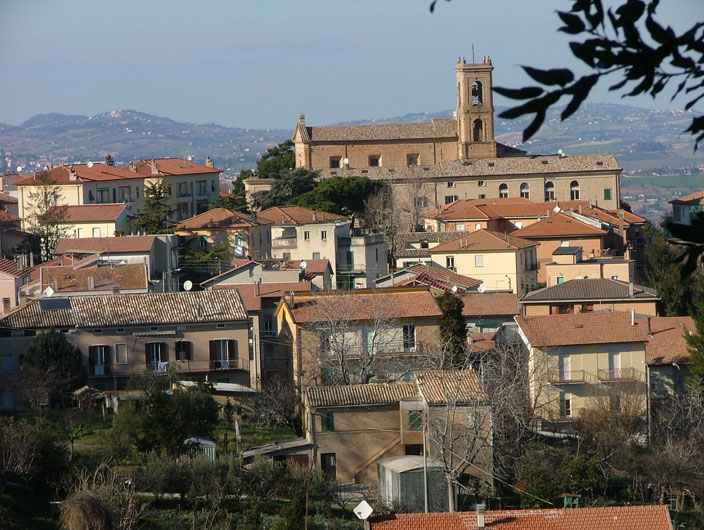
Recanati

La famiglia Leopardi rappresentò un punto di riferimento per la formazione educativa della gioventù aristocratica recanatese, patrocinando e curando direttamente l'allestimento di spettacoli e di opere musicali nel teatro comunale di Recanati, già attivo a partire dal 1719, e avendo fondato il locale collegio dei Gesuiti, istituzione famosa in tutto il mondo per il proprio sistema educativo, che vedeva nella drammaturgia e nella prassi teatrale gli strumenti necessari all'attività pedagogica e confessionale. L'organizzazione, il finanziamento e i rischi di tali spettacoli ricadevano esclusivamente sui privati; le compagnie erano per lo più locali e con titoli rappresentati di scarso peso. Negli spettacoli pubblici la comunità recanatese era strettamente conservatrice: al dramma impegnato e agli autori mossi da responsabilità etiche, preferiva le opere musicali legate alla tradizione lirica e il teatro comico basso. A partire dal 1819 cominciarono ad affermarsi le commedie di Monaldo: L'isola selvaggia, La parrucca e Una posta di campagna, tutte rappresentate dalla compagnia Parigi, gli procurarono l'epiteto di Goldoni recanatese. Nessuno di questi paterni successi sarà mai ricordato da Giacomo, probabilmente per i difficili rapporti familiari dell'anno 1819, col tentativo di fuga clandestina mai realizzato; ma anche interessi letterari diversi, come si evince dalla piece Telesilla, abbozzato negli stessi anni, che muove in direzioni artistiche lontane dal padre. Più che da spettatore di commedie o rappresentazioni di compagnie locali, Giacomo subiva una preminente influenza teatrale dalla scuola domestica, modellata sull'esempio pedagogico gesuitico, con al centro la drammaturgia, e dalle opere impegnate del padre. Monaldo stesso infatti si cimentò nel genere drammatico con tre tragedie: Il Montezuma (1799), Il Convertito (1800), Il traditore (1803). Sono tre opere ispirate dall'alto concetto che la nobiltà aveva della forma poetica tragica, un genere di grande fortuna presso il teatro gesuitico. Monaldo, coerentemente con l'alto concetto del ruolo civile del proprio rango, che affidava alla nobiltà il recupero e la conservazione del passato, parteciperà attivamente alla costruzione del nuovo teatro cittadino, che avrebbe sostituito quello vecchio collocato nel palazzo comunale.

### Il laboratorio pedagogico di casa Leopardi

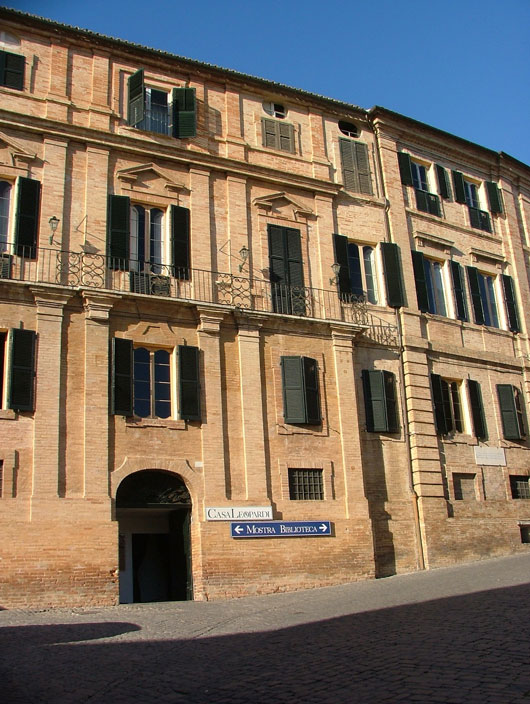
Casa della famiglia Leopardi

Il carattere inalterabile di Monaldo e l'aristocratica convinzione nel metodo dei padri gesuiti riportarono nella famiglia Leopardi la figura del precettore. Don Emidio Sanchini, successore di Giuseppe Torres, padre messicano gesuita che aveva insegnato a casa Leopardi anni prima, si prodigherà nella rigorosa applicazione di questo metodo, impostando i corsi secondo la precettistica gesuitica: sette ore di studio al giorno; uso massiccio della memoria nell'apprendimento; corsi di grammatica, umanità, retorica e filosofia; prove annuali per misurare il progresso degli allievi; e manuali dell'Ordine: dalla Retorica del De Colonia, alla Logica di padre Jacquier. Monaldo stesso, come già il Torres anni prima, si occupava personalmente, secondo l'uso gesuitico, di far esercitare i figli nell'arte del dire, assumendosi l'incarico che nei collegi è assolto dal maestro di retorica.

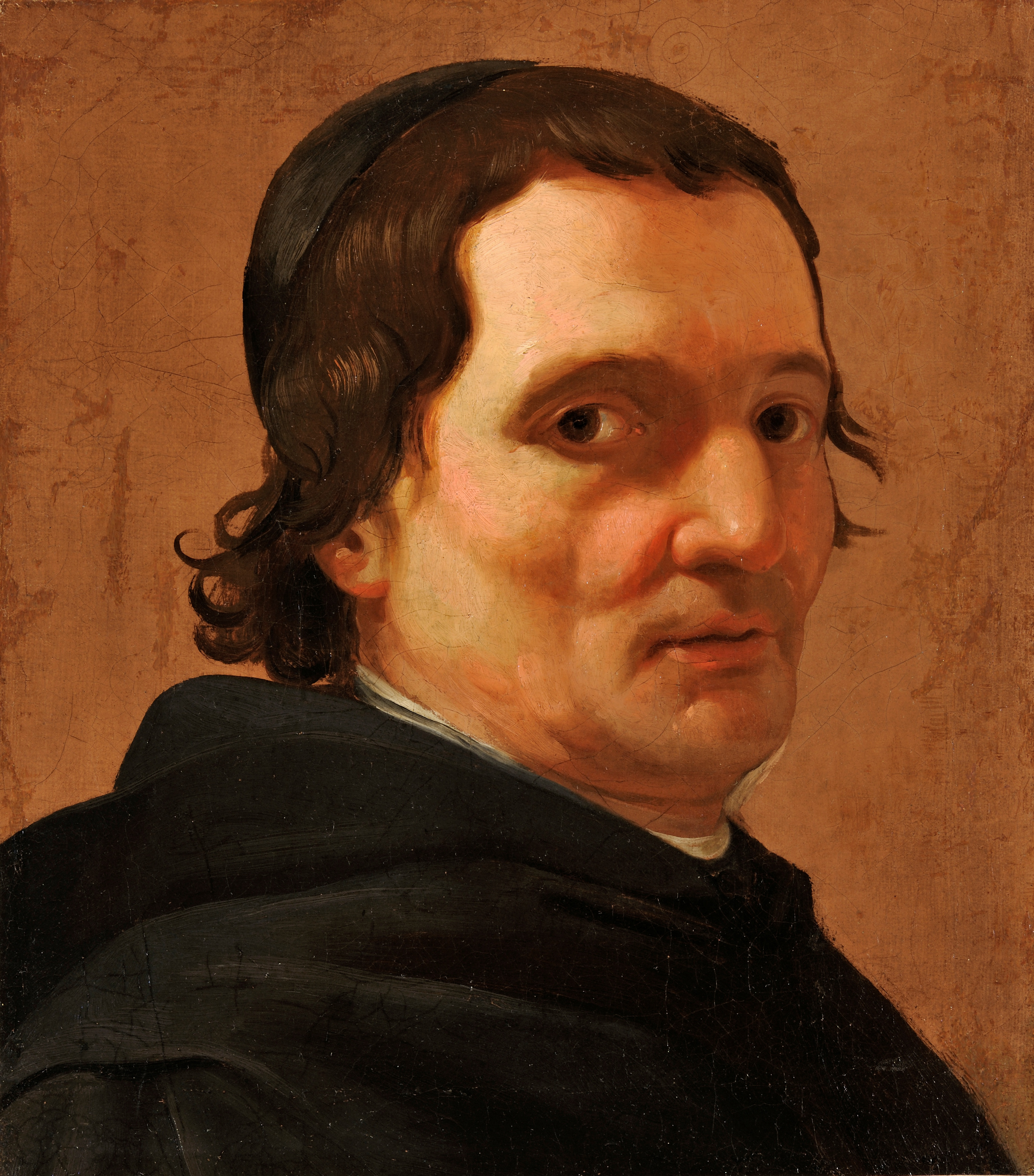
François Jacquier

 Sull'esempio delle scuole religiose, egli compose tre brevi dialoghi drammatizzati in prosa a tre personaggi, quanti erano i figli, Giacomo, Carlo e Paolina, per lo spettacolo di conoscenza che i giovani avrebbero sostenuto negli esami pubblici del 1808, 1809, 1810; altri brevi dialoghi in versi per le recite in occasione del Natale del 1806 e 1807, una pastorale e due ecloghe, scritte con una fantasia arcadica, sullo stile del Metastasio. Queste recite in vista di esami pubblici o di feste familiari sono le sole occasioni di contatto con il teatro per il giovane; un teatro fortemente autobiografico, in cui i personaggi coincidono con gli attori (padre e fratelli) e il pubblico è rappresentato dalla propria famiglia, allargata a pochi altri parenti. Le forme di rappresentazione scenica assorbite con l'applicazione scolastica, le letture svolte nella biblioteca di casa, il rapporto diretto con il lavoro pedagogico e letterario del padre, rappresentano le principali vie di formazione del gusto e della concezione del teatro di Giacomo per tutto il periodo dell'infanzia, dove ricadono le due sole tragedie completate dall'autore, La virtù indiana e Pompeo in Egitto.

## Modelli e fonti
Il testo della Virtù indiana è preceduto da tre scritti di presentazione e introduzione per giustificare i modelli e le fonti sulle quali si è costruito l'elaborato scolastico: una Lettera dedicatoria, una Prefazione e un Argomento. La critica non sempre ha prestato attenzione a questi scritti introduttivi, spesso omettendoli in diverse edizioni della tragedia, in particolare la Prefazione, considerata già a partire dal Castelli un testo di prodigiosa cultura e originalità di pensiero. Liberati dal contesto didattico, definiscono profondamente il valore di una vocazione artistica già prepotente nel Leopardi fanciullo.

### La lettera dedicatoria
La lettera dedicatoria della Virtù indiana in un francese ancora acerbo, indirizzata al padre, rientra nelle consuetudini della famiglia Leopardi per le ricorrenze speciali ed è indicativa dell'entusiasmo del giovane autore per l'imitazione del lavoro paterno: presentata insieme a un elaborato scolastico, annuale sintesi del lavoro didattico svolto con il precettore, segna il preciso orizzonte culturale entro cui si muove l'ispirazione artistica del giovane autore.

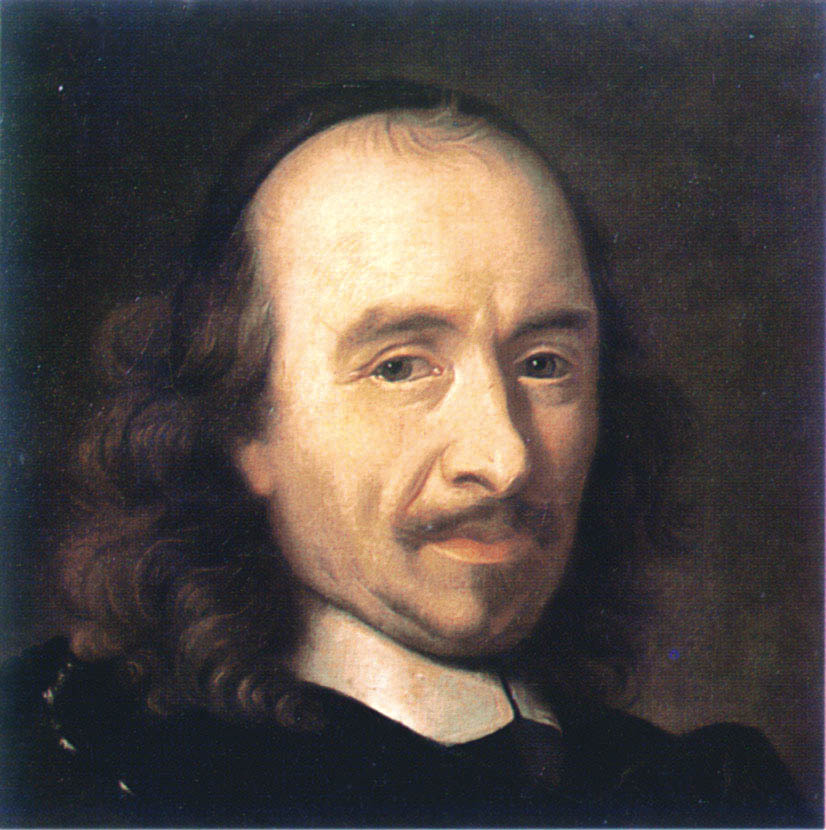
Pierre Corneille

A Monaldo Leopardi, Casa Leopardi, Recanati, 24 Dicembre 1811.
Encouragé par vòtre exemple je ai entrepris d’ecrire une Tragedie. Elle est cette, que je vous present. Je ne ai pas moin profité des vòtres oeuvres que de vòtre exemple. En effet il paroit dans la premiere des vòtre Tragedies un Monarque des Indies occidentelles, et un Monarque des Indies orientelles paroit dans la mienne. Un Prince Roial est le principal acteur du second entre les vòtres Tragedies, et un Prince Roial soutient de le mème la partie plus inleressant de la mienne. Une Trahison est parti culierement l’objet de la troisieme, et elle est pareillement le but de ma Tragedie. Si je sois bien, ou mal reussi en ce genre de poesie, ceci est cet, que vous devez juger. Contraire, ou favorable que soit le jugement je serais toujours. Vòtre Tres-humble, Fils Jacques.»
(Epistolario, vol. I, p. 8.)
La lettera dedicatoria è il primo documento in francese scritto da Giacomo e testimonia l'avvicinamento dell'autore alla cultura d'Oltralpe, in particolare ai grandi tragici francesi come Corneille, presente nella biblioteca paterna; è di fatto una dichiarazione esplicita della derivazione integrale della propria opera dalle tre tragedie paterne: Il Montezuma, Il traditore, Il convertito; in finale, rappresenta un riconoscimento di fedeltà agli exempla ideali e retorici appresi a scuola, sotto la diretta sorveglianza di Monaldo, a cui Giacomo, nella conclusione della lettera, chiede esplicitamente un giudizio en ce genre de poesie. Le poche righe di retorica cortesia rivelano inoltre l'antagonismo padre/figlio, perché i confronti tra le loro opere alludono tutte alla sconfitta o alla morte di un sovrano, vendicato dall'eroismo di un principe; un tema nella Virtù pienamente affrontato attraverso lo sviluppo psicologico dei personaggi e l'affermazione delle loro scelte morali.

### Prefazione

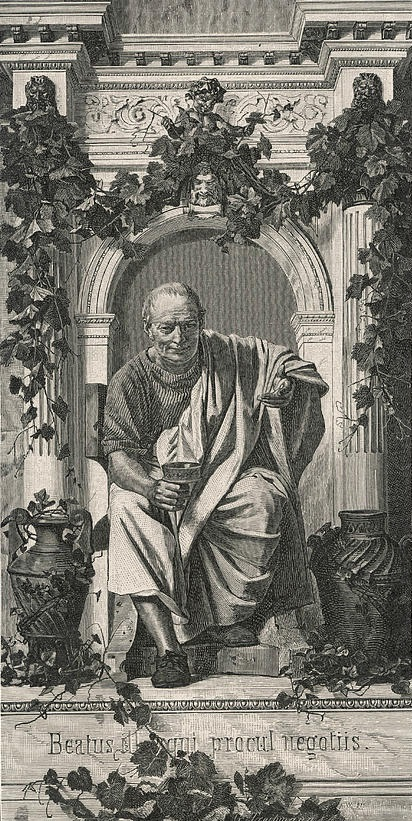
Quinto Orazio Flacco in un ritratto immaginario di Anton von Werner

La prefazione alla Virtù indiana è scritta secondo lo schema delle Dissertazioni filosofiche, realizzate nello stesso periodo, e si sviluppa alternando argomentazioni a citazioni esemplari. In particolare, Leopardi, secondo i precetti della cultura gesuitica, fonda la credibilità della sua tragedia su due principi basilari del teatro pedagogico: il fondarsi sul Vero - quando si fonda sulla verità l'insegnamento morale diventa exemplum -; avere una finalità morale attraverso l'esaltazione della virtù e la condanna del vizio. Leopardi dichiara esplicitamente che il modello seguito è il Serse di Saverio Bettinelli, indiscussa autorità del teatro di collegio e profondo innovatore del repertorio gesuitico grazie alle traduzioni e alle riscritture del teatro drammatico francese. Subito dopo, Leopardi richiama l'auctoritas di Orazio e la sua Ars poetica, religiosamente studiata da giovane e tradotta in ottava rima lo stesso anno della Virtù indiana, per giustificare la strutturazione del suo dramma in tre atti invece di cinque. Per non apparire un importuno Novatore, aggiunge anche una lettera dell'Algarotti all'Abate Franchini del 1753, dove si difende la brevitas de La Mort de Cesar di Voltaire, altra indiscussa autorità. L'Algarotti, già modello per le Dissertazioni, è lo scrittore-filtro che permette al giovane autore di uscire dal rigoroso rispetto delle regole scolastiche e accedere ad un altro universo di conoscenze. La premura didascalica è un segnale dimostrativo nei confronti del padre Monaldo, ansioso di vedere il proprio figlio cimentarsi con i precetti della buona poetica, anche perché il teatro di collegio era ormai pieno di testi moderni, o di rimaneggiate traduzioni francesi di maestri di scuola, che avevano ridotto a tre atti la struttura del dramma per le rappresentazioni allestite dagli alunni. La stessa scrupolosa attenzione dicasi per il rispetto del divieto imposto alle donne di recitare, attribuito erroneamente al filosofo di Ferney, e rispettato dal giovane autore come consueta e tradizionale prassi drammaturgica. La scrittura drammatica di Giacomo si radica saldamente in un clima culturale della fine del XVIII secolo, tuttavia i modelli del settecento in lui producono una maturazione polemica e distanziata verso gli atteggiamenti più reazionari e chiusi di Monaldo.

### Argomento

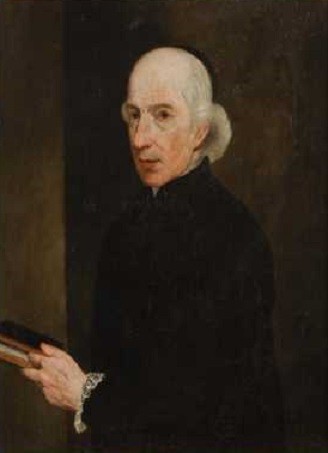
Saverio Bettinelli

La fonte storica da cui Leopardi ricava il soggetto della tragedia è Istoria politica ecclesiastica e militare del secolo XVIII dall'anno 1750 in poi dell'abate Francesco Becattini, opera presente nella biblioteca paterna.  Leopardi definisce la cornice temporale e spaziale del suo dramma e, coerentemente col gusto del suo tempo, sceglie di dibattere temi morali con un soggetto esotico, ambientato in terre lontane e favolose. Il resoconto piacevole e suggestivo del Becattini troverà spazio solo nell'Argomento, perché la tragedia tenderà ad allontanarsi dai dettagli storici per approfondire tematiche psicologiche e morali dei protagonisti; in particolare, Leopardi eviterà di ricordare la parte più crudele e feroce della figura di Amet, evidentemente interessato ad esaltarne la virtù e il coraggio, e non ad offuscare la perfezione morale del giovane principe, sul quale rifletteva la propria ambizione di gloria e di eroismo.
Nel Serse del Bettinelli abbiamo un re dispotico e crudele, che in punto di morte confessa al figlio successore l'atrocità del proprio dominio e lo raccomanda di non seguire le sue orme, ma di essere come un padre per il suo popolo. Nella Virtù il sovrano è un pavido e un inetto e le parti dell'eroe, e le massime da declamare, spettano al figlio Amet, che catturerà l'amore del popolo; tutti gli aspetti negativi invece cadranno sul personaggio di Nizam, simile all'Artabano del Serse, che giustifica il regicidio presentandosi come un liberatore. Il tema principale riguarda il conflitto tra il potere legittimo e il tirannico e la tesi morale che il primo è l'unico equo e giusto, mentre il secondo è sempre punito dal Cielo: Amet sul finale pronuncerà un discorso simile a quello del Re Sole sul dovere del giusto monarca di farsi padre per il popolo. Sebbene il primo destinatario sia il conte Monaldo, la tragedia è stata scritta come se dovesse essere rappresentata pubblicamente, mantenendo un scrittura drammatica di alto profilo, secondo il genere tragico appreso dai maestri e dai modelli scelti.

## Trama

### Antefatto
Il grande Conquistatore Nādir Shāh, conosciuto anche come Tahmāsp Qolī Khān (Tamaa Koulikam) Sofì di Persia, aveva esteso il suo dominio su tutto l'Oriente, invadendo e depredando il vasto e ricco impero Moghul; grazie ad una brillante campagna militare, aveva umiliato il suo re, Muhammad Shah, costretto a subire, in un clima di forte instabilità politica dovuta alle terribili violenze subite dal suo popolo, una congiura di palazzo per la costituzione della Repubblica.

### Atto primo
|  | Per approfondire, leggi il testo La virtù indiana - Atto primo. |

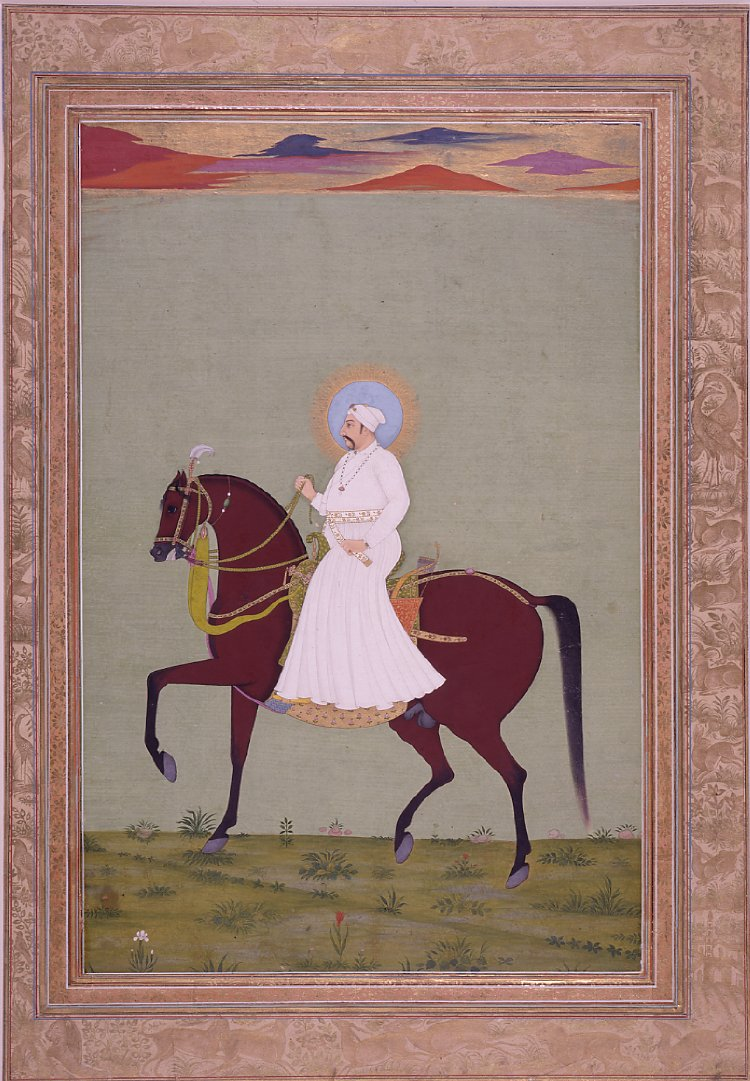
Muhammad Shah a cavallo (dipinto su carta, anonimo in stile “Moghul”, 1730 circa)

Negli appartamenti reali di Deli il pensieroso re, Muhamed, riflette col suo ministro Nizam sulle difficoltà che il regno sta affrontando dopo le devastazioni dell'esercito persiano e l'umiliazione patita non solo dal sovrano ma da tutto il popolo.
(Virtù, a. I, sc. 1, vv. 5-8.)
Nizam consiglia il re di affidare a un nuovo condottiero le file dell'esercito confuso, e rispondere alle minacce interne di chi vuole approfittare della crisi: i Maratti, tra le minoranze etniche da sempre ostili all'impero, hanno radunato un esercito improvvisato, composto da circa duecentomila ladroni, e si dirigono verso Deli.
Muhammed, certo di una probabile riscossa dei suoi, affida proprio a Nizam, mente del tradimento e principale artefice della congiura alle porte, il comando dell'esercito.
(Ibidem, vv. 30-37.)
Lasciato solo, Nizam inizia a tessere la fitta trama della sua congiura per giungere alla creazione di un nuovo potere: prima di tornare nelle sue stanze prega Ibraimo, suo fidato, di coinvolgere nel progetto Osnam, confidente del figlio del re, Amet Schah.
Osman entra in scena recitando la parte del perfetto confidente: la sua ignoranza circa i segreti di stato permette a Ibraimo di rivelare i piani segreti. Osman è preoccupato e teme per il futuro:
(Ibidem, vv. 59-60.)
ma Ibraimo lo sprona: il suo destino e tutto quello del Mogol dipendono da una scelta; lo incalza, rivelando ad un Osman smarrito (Che ascolto?) l'ambizioso piano:
(Ibidem, vv. 71-72.)
Il nemico avanza ed è troppo forte rispetto all'esercito confuso a cui si affida il popolo. Lo scontro inevitabile porterà ancora dolori e lutti, ma il nemico non cerca sangue, brama un regno: solo la morte del Sovrano, per nostra mano, fermerà tutto. Ibraimo abbandona la scena portandosi dietro una promessa di fedele sostegno. (Scena 4) Osman riflette sul giusto e sul diritto: essere fedele alla corona o tradire? Uccidere il re o soccorrerlo? Siamo in uno dei momenti più intensi della tragedia.
(Ibidem, vv. 117-136.)
Nel soliloquio Osnam decide di svelare tutto ad Amet, ma lascia che un doppio velo per ora si posi sui suoi pensieri. (Scena 5) Osnam rinnova la sua fiducia a Nizam, il quale loda il valore di chi si è sempre battuto per la libertà. Presto, a un suo cenno, i Maratti circonderanno il palazzo e Mohammed e Amet moriranno: occhio vigile e movimenti rapidi (perigliosa ogni tregua) e il destino sarà favorevole se valore e ragione alimenteranno l'impresa. (Scena 6) Osnam continua l'inganno anche all'arrivo del re, che cerca da Nizam informazioni sulla battaglia imminente: il nemico giace molle in campo ostil, senza muovere insidie ma pronto ad attaccare in ogni momento; sarà colpito nella notte oscura, al tacito silenzio, col favore dell'ombra amica: nessuno si salverà. Il re ravvisa il grande valore di Nizam e gli offre in dono la spada regale: ognuno ravvisi il Mio nel tuo voler. Osnam freme ma si trattiene ancora, e lascia che il re Muhammed si ritiri, ignaro del suo oscuro destino.
(Scena 7) Nizam ricorda che lo stuol nemico dei Maratti solo un cenno attende e in breve tempo prenderà d'assalto il palazzo reale, non lasciando scampo a nessuno. Osnam rileva i suoi dubbi, non nasconde la sua preoccupazione su come possono avere la meglio in battaglia e penetrare il presidio reale:  [...] come resister può una debole barchetta a un mare in tempesta? Con un intervento pregno di orgoglio e ambizione sfrenata, Nizam lo incoraggia a lasciar andare la sua brama di gloria e libertà e di ricordare il giorno in cui il sangue dei nemici sarà versato per liberare la patria dal tiranno.
(Ibidem, vv. 247-253.)
(Scena 8) Nizam solo. Il popolo desidera di essere libero e per farlo il re e tutta la sua stirpe reale deve finire: Favorite i miei passi, amici Numi.

### Atto secondo
|  | Per approfondire, leggi il testo La virtù indiana - Atto secondo. |

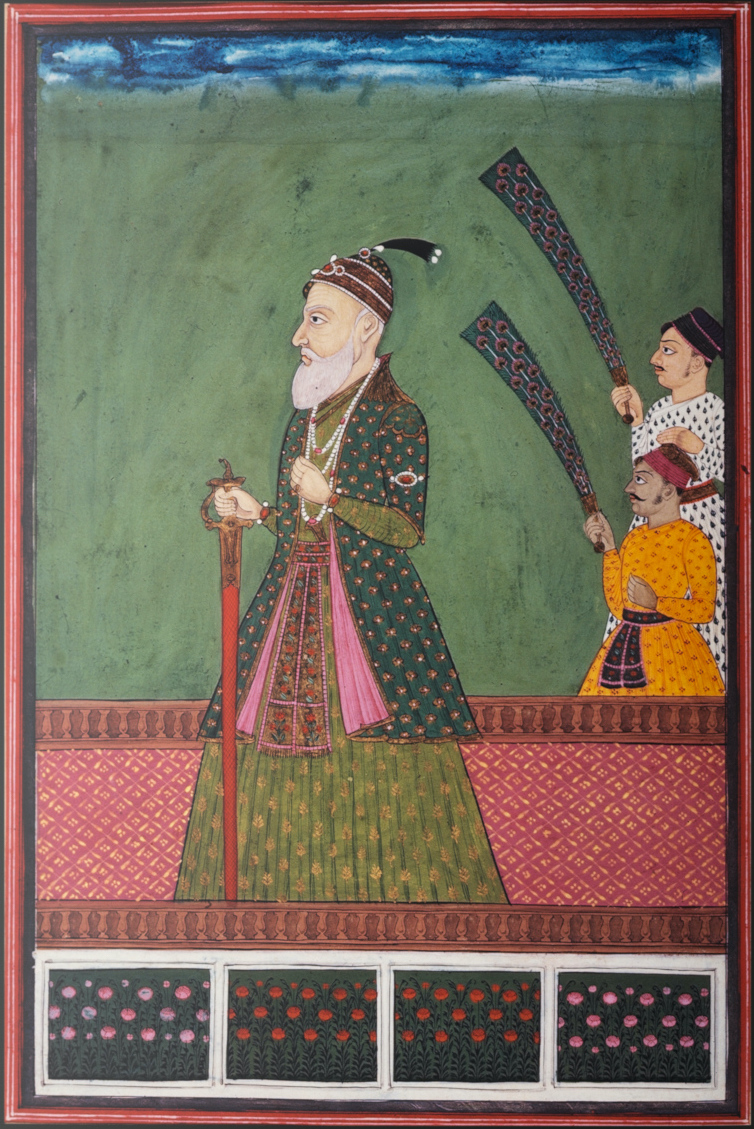
Qamar-ud-dīn Khān I, Nizam di Golconda, ritratto XVIII secolo

(Scena 1) Zarak, confidente di Muhammed, riflette sulla decisione del re di affidare il comando dell'esercito a Nizam, uomo ambizioso, incurante del popolo e con lui sempre in contrasto, ma tace i suoi sospetti. (Scena 2) Muhammed conferma la fiducia di tutto il regno nel valore di Nizam, che deve affrontare la nemica turba dei Maratti per risollevare le sorti della patria e del popolo tutto, a un dubbioso Zarak:
(Virtù, a. II, sc. 2, vv. 317-318.)
Il fato incerto del regno dipende dall'opposto valore degli eserciti: solo se uccisa e dispersa la turba dei Maratti risorgerà il valore smarrito del popolo e sarà liberato il regno dal giogo umiliante dei nemici Persi. (Scena 3) Entra in scena il principe Ameth-Schah, figlio di Muhammed, che annuncia i Maratti, tutt'altro che sconfitti, sotto le mura del palazzo regale, e la capitolazione delle città di Surate, Agra e Bengala; la stessa Golconda brucia e il popolo scappa dalle fiamme insieme a un spaventato e confuso Nizam. Un orrore indistinto corre nel regno, il re Muhammed si dispera:
(Ibidem, a. II, sc. 3, vv. 370-376.)
(Scena 4) Giunge Ibraimo: i Maratti sono entrati in città, presto Deli soccomberà agli invasori. Partono insieme per l'ultima difesa: il popolo vuol vedere il re scendere in campo e difendere il regno. (Scena 5 e 6) Osnam rivela a Amet la congiura ordinata da Nizam per uccidere il re e l'accordo segreto dei traditori con i Maratti (l'infide schiere / Ei guadagnar già seppe) per mettersi a capo del regno.
(Ibidem, a. II, sc. 5, vv. 432-437.)
Amet reagisce con il coraggio della disperazione (altra salute / Non resta a noi, che il non sperarne alcuna) e invita l'amico a morire da eroi nell'estrema difesa della città. (Scena 7) Giunge Zarak e annuncia la morte del re per mano del crudele Nizam, vile traditore, e tutto intorno infuria il barbaro acciaro e il nemico fa strage. Amet giura vendetta e insieme partono alla ricerca di Nizam. (Scena 8) Il viceré di Golconda ordina loro di arrendersi, il tiranno è morto in nome della nascente libertà e tutti sono suoi sudditi. Amet parte alla cattura di Nizam, insieme ad Osam e Zarak cerca di atterrarlo. Nizam viene disarmato e circondato dalle guardie che, nel finale dell'atto, lo conducono in carcere.

### Atto terzo
|  | Per approfondire, leggi il testo La virtù indiana - Atto terzo. |

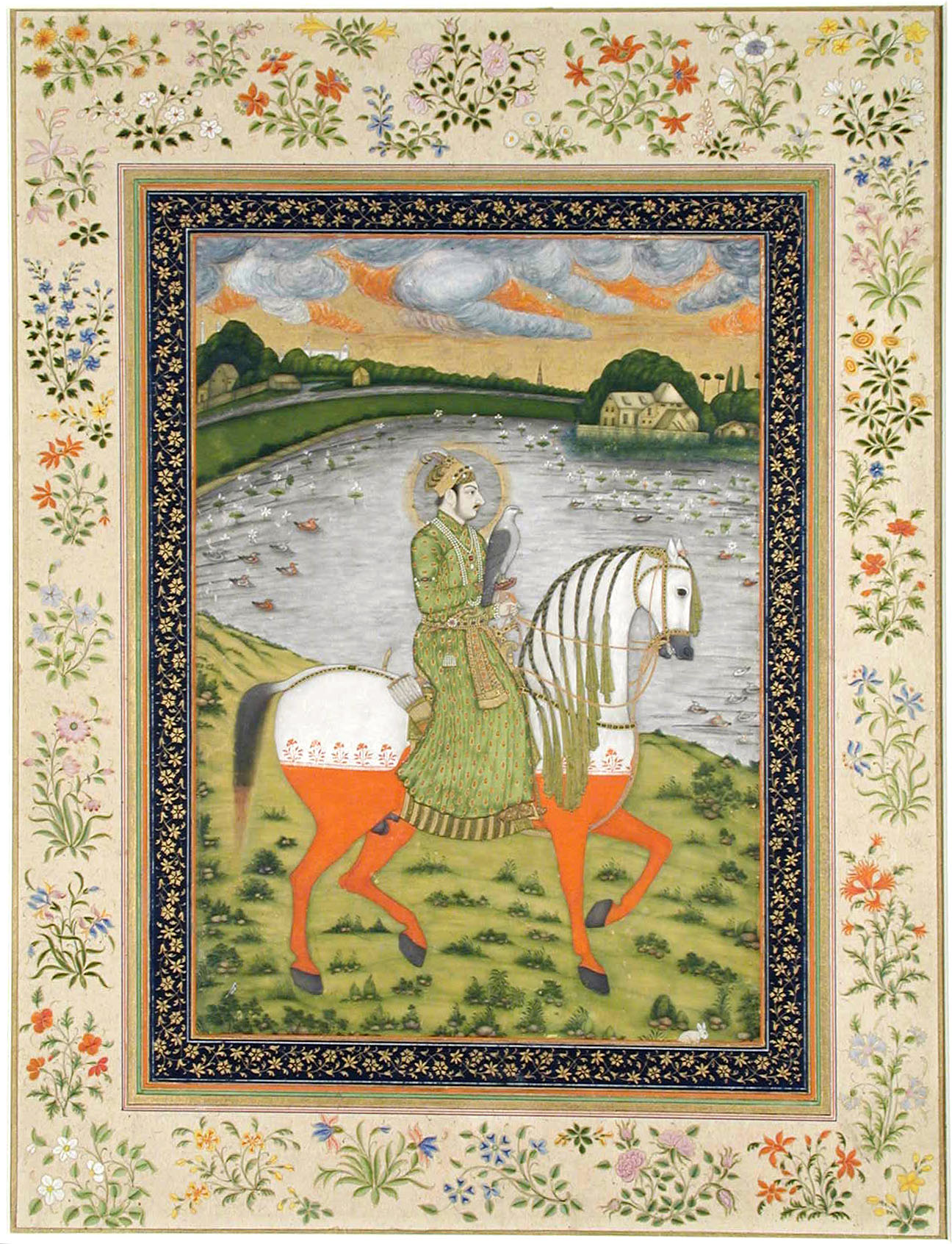
Ritratto equestre di Ahmad Shāh Bahādur del 1750, San Diego Museum of Art

(Scena 1) Amet e Osnam ricostruiscono gli eventi appena trascorsi. La confusione del piano di Nizam ha causato solo morte e distruzione; il nero sangue dei Maratti si fonde con quello delle schiere fedeli e scorre sotto i corpi che giacciono insieme tra le mura del palazzo reale. Emerge in pochi versi in bocca ad Osnam l'immagine forte e riuscita de l'iniquo traditor: un Nizam in catene nel carcere oscuro, con lo sguardo fisso a terra, disperato accusa i Numi per la sorte avversa:
(Virtù, a. III, sc. 1, vv. 500-513.)
Amet raduna i guerrieri fedeli e parte a liberare Agra e Surate ancora nel caos: presto il Mogol sarà libero da eserciti ostili. (Scena 2) Intanto, a palazzo, un Osnam irato accusa un confuso Ibraimo della mancanza di pietà verso il suo re defunto, ma il suo tradimento resterà segreto se la causa di Nizam abbandonerà. (Scena 3) Lasciato solo con i suoi pensieri, Ibraimo, pieno di rimorsi, medita il suicidio perché non riesce a sostenere la vergogna delle sue azioni. Nel delirio del reietto, in un superbo crescendo di realismo orrorifico, l'immagine del defunto re si palesa e chiede vendetta.
(Ibidem, a. III, sc. 3, vv. 588-595.)
Ibraino sfodera la spada nell'estremo tentativo di privarsi della vita ma viene interrotto. (Scena 4) Zarak annuncia la vittoria del principe Amet; tutto ora è pacificato, il trono ripreso e le città di Agra e Surate liberate. Ibraimo osserva come Amet, con una sola azione, abbia riportato pace nel regno e un re sul trono, piegando il feroce tirannia del re persiano. Zarak saluta il nuovo sovrano, tutto il popolo esulta e i Raja si preparano ad accoglierlo nel palazzo reale. Ibraimo è combattuto: nel cuore avverte ancora una profonda ostilità verso quella stirpe nemica. (Scena 5) Zarak solo riflette sul traditore Nizam, che aveva in mano le sorti del regno e adesso giace, in braccio al mesto affanno e al terrore, in oscure segrete, e su come l'ira e lo sdegno possano rafforzare i sentimenti dell'eroe e spingerlo verso imprese straordinarie, sostenute dai Numi giusti e pii. (Scena 6) Zarak ricorda al nuovo sovrano la situazione infelice di Golconda che, tradita dal suo reggente, ancora brucia, e Amet gli affida il comando della regione per ricondurre le popolazioni smarrite alla pace. (Scena 7) Osnam invita il principe nella sala reale per ricevere l'incoronazione solenne. (Scena 8) In una sala riccamente addobbata, davanti a Osnam, Zarak e Ibraimo, Amet si asside sul trono e compie il giuramento; invita tutto il popolo e tutti i fedelissimi a stringersi attorno al loro re, scampato alle congiure e alla battaglie, per ricostruire un nuovo regno.
(Ibidem, a. III, sc. 3, vv. 733-738.)
Ibraimo sarà il primo a giurare fedeltà al nuovo sovrano. Amet promette di difendere i più deboli, di farsi padre e scudo e di imparare ad allentare le briglie del comando quando necessario per ascoltare l'oppresso e l'innocente. Intanto comanda le guardie di dirigersi all'esterno per annunziare a tutto il popolo il nuovo sovrano.

## Lingua e stile

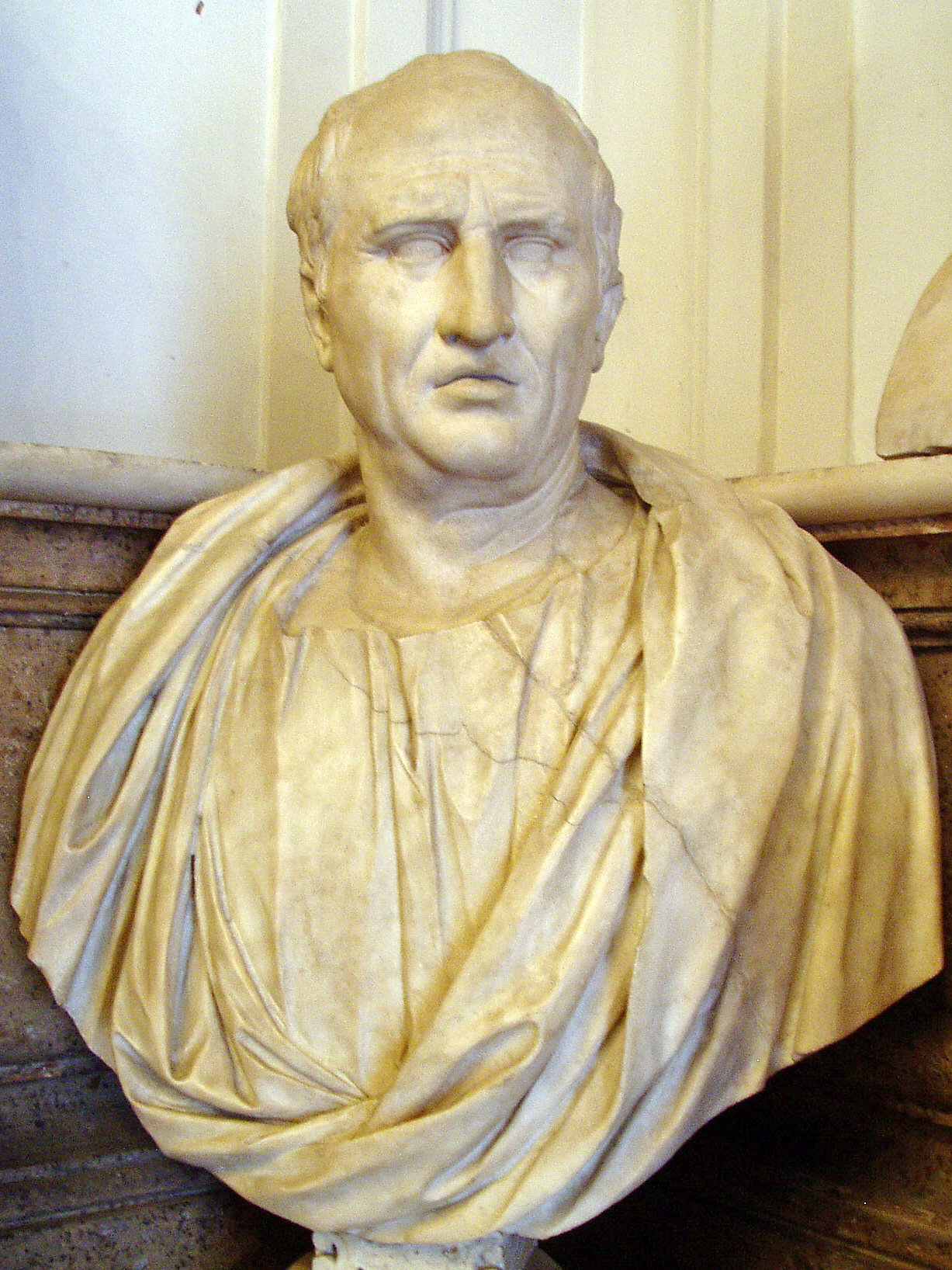
Marco Tullio Cicerone

La virtù indiana si configura come un testo dalla natura suasoria e procede con uno stile dimostrativo tra i poli morali della virtù e del vizio, mirabilmente profuso in dialoghi che sono spettacolosi lavori di intarsio poetico. L'arte oratoria è qui incanalata in un'esperienza drammatica tutta scolastica e tipica delle generazioni aristocratiche formate dai Gesuiti, attraverso le rappresentazioni dilettantesche di un teatro di collegio, colto e letterato. Tale drammaturgia unisce la tradizione del teatro classico francese, che si fonda sulla magia del verbo oratorio, con le rappresentazioni scolastiche, proponendo personaggi dalla grande persuasione retorica. Il vero spettacolo si realizza nell'immaginazione del pubblico, che è in grado di ricostruire la scena intera partendo dalla solennità delle battute dei singoli personaggi.  In questo contesto Leopardi riduce al minimo i segnali didascalici e le note sullo spazio scenico e privilegia la pronuntiatio e la actio dei personaggi: la parola e il gesto dell'attore devono essere tali da generare nell'animo dello spettatore la realtà e la solennità della situazione. L'efficacia del testo punta sull'energia dell'eloquio; l'attore anima il personaggio con dialoghi e soliloqui per catturare lo spettatore e trasmettergli tutta la loro dignità. Leopardi immagina probabilmente a un grande oratore, come il Cicerone nel Pro Roscio, ma di fatto scrive per un attore astratto: i personaggi vivono della propria parola e della forza del proprio persuasivo argomentare: tale disciplina, osservata nell'eloquio e nello stile, rappresenta la struttura profonda della tragedia. La drammatica non è altro che un'estensione poetica dell'Ars bene dicendi e ne utilizza tutto il suo bagaglio di strumenti retorici.

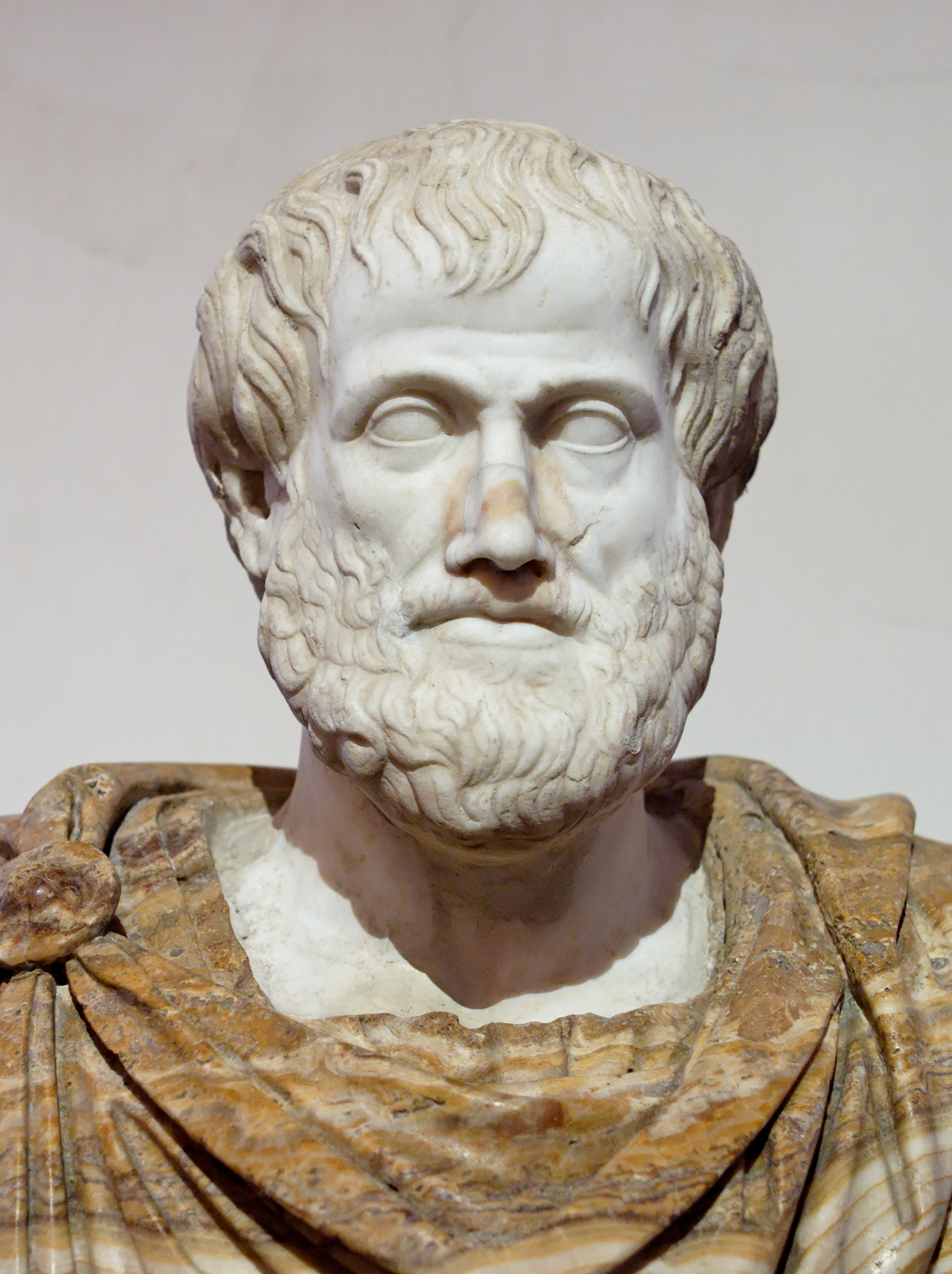
Aristotele

 L'autore costruisce i suoi personaggi applicando le leggi della retorica del genere epidittico o dimostrativo, quando vuole affermare un fatto, una verità (genus demonstrativum), riconoscere un potere voluto dal Cielo o condannare di una feroce tirannia. Scegliendo questo genere, il testo si propone di dimostrare l'eccellenza della monarchia legittima attraverso l'affermazione di un giovane principe, incarnazione di essa. L'autore muove dalla definizione della personalità da elogiare contrapponendola ad esempi negativi: il personaggio del re Muhammed, indeciso e pavido, e l'ambizioso Nizam, determinato e feroce nel suo disegno criminale: il percorso virtuoso di Amet si fa largo tra queste due figure fino all'affermazione finale, con la sconfitta dei nemici, l'ascesa al trono, simbolo del potere legittimo, e il rispetto generoso dei sudditi. La caratterizzazione di Nizam, in particolare, sfoggia mirabili figure retoriche dell'Ars bene dicendi: il governatore di Golconda appare oratore raffinato quando cattura l'attenzione del sovrano (e del pubblico) alla disperata ricerca di un duce, facendosi affidare il comando dell'esercito («Sol si ricerca un duce»).

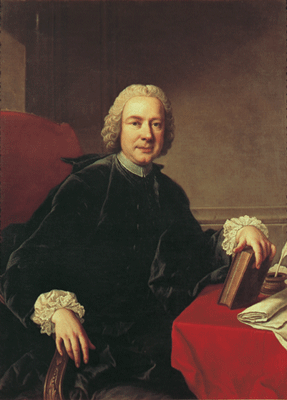
Pietro Metastasio

Leopardi è attento anche con i comprimari: il sermo povero di un Ibraino, rispetto alle lusinghe di un Nizam, non incanta la personalità ambigua di un Osnam, che, a sua volta, finge la propria fedeltà al crudele disegno, e, mosso da costante dubbio, s'interroga sul da farsi per tutto il dramma. Il Quid faciam? di Osnam: «Che far degg'io? / dunque svelar l'arcano / Dunque di certa morte io debbo espormi / Al periglio fatal? [...] dunque tradire / La fede l'onestà...» introduce il genere deliberativo e porta davanti al pubblico il problema etico dell'onestà: il riscatto morale di Osnam passa per una vera e propria riabilitazione processuale (genere giudiziario) di fronte agli occhi del pubblico/giuria — il personaggio/imputato si difende dall'accusa di tradimento, ammettendo di aver tradito, ma di averlo fatto con chi tradiva il principe: feci, sed meruit — e il tradimento diventa anche la giusta punizione dei congiuranti, un topos della drammaturgia settecentesca.
In un contesto così solenne, ma che rientra pienamente negli stilemi retorici seguiti dal nostro per cambiare repentino registro e stupire lo spettatore, non poteva mancare la rivincita morale sul nemico ottenuta attraverso la tecnica dell'ironia, già sperimentata in Adversus Catilinam:

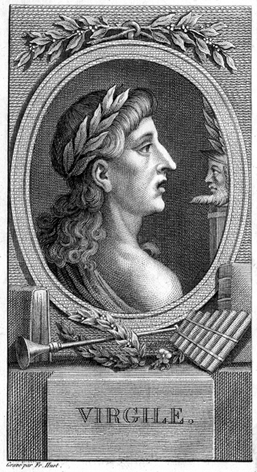
Publio Virgilio Marone

(Osnam ad Ibraimo, Virtù, a. III, sc. 2, vv. 541-47.)
L'esortazione è la figura retorica più presente nell'eloquio di Amet, personaggio costruito sull'esempio classicista dei magnanimi. Il modello è Virgilio, maestro di scrittura, la cui tecnica permette al giovane di sperimentare una struttura retorica più articolata. Amet si nutre delle parole di Enea quando combatte disperatamente sotto le mura di Troia: altra salute / non resta a noi, che il non sperarne alcuna, è superba traduzione di una salus victis nullam sperare salutem (Eneide, II, v. 354). La citazione virgiliana lega l'eroe alla tradizione e si rivolge ad un pubblico educato al classicismo, sensibile a risonanze suggestive e solenni, mirabilmente inserite dal giovane autore, in un esercizio che non è plagio, ma una perizia di montaggio di citazioni erudite. La passione per il sommo poeta e il secondo canto dell'Eneide forgiano anche la ricca e drammatica descrizione (ipotiposi) che fa Zarak della caduta di Delhi e della vittoria di Nizam, uccisore di Muhammed, nell'ultima scena del secondo atto. Dopo Saverio Bettinelli, l'altro grande modello è Pietro Metastasio e le tragedie Catone in Utica, Didone abbandonata ed Artaserse, quest'ultima ripresa nel finale per il giuramento di Amet davanti ai sudditi. L'espressione «vindice di libertà», spesso ripetuta da Nizam per ingannare Osnam, è del Catone in Utica; altre suggestive espressioni provengono dall'Alfieri e dalla stesso Monaldo, mentre non manca neanche il poeta preferito su tutti, Torquato Tasso: la metonimia liquido/sereno del nono canto della Gerusalemme liberata puntella tutta la lunga battuta in cui Amet spiega la sconfitta di Nizam voluta dal Cielo.
Gli esempi evidenziano una disciplinata ma complessa e consapevole applicazione delle strutture poetiche e dei principali registri retorici, e la volontà di rappresentarsi come un autore di teatro che vede nel pubblico l'oggetto di una comunicazione suggestiva, morale, edificante.
Cuore del dramma sono il sentimento di libertà e il continuo confronto/scontro tra padre e figlio, con il principe dal fare eroico (L'opre di questa destra oro or vedrai) che taccia sovente il sovrano afflitto da indegna vergognosa viltà. L’odio contro il tiranno è uno degli argomenti di rilievo nel teatro gesuitico, un tema necessario a confermare i valori del bene attraverso la figura di un eroe virtuoso, disposto al sacrificio di sé, contrapposto al maligno potere terreno.
Nei versi della Virtù indiana troviamo un lessico ricercato, potente e a tratti maturo; le parole hanno un sapore nuovo, si avverte l'originalità di un'accezione tutta leopardiana. Il Tusiani per primo rintraccia alcuni passi significativi, in cui emergono i nuovi accostamenti:
l'aggettivo funesto accoppiato a dì è una tipica predilezione leopardiana, che preannuncia lo sconsolato assioma del Canto notturno di un pastore errante dell'Asia: 
(Virtù, a. I, sc. 1 vv.5-8)
(Virtù, a. I, sc. 7, vv. 247-49)
(Canto notturno, vv. 179-81)

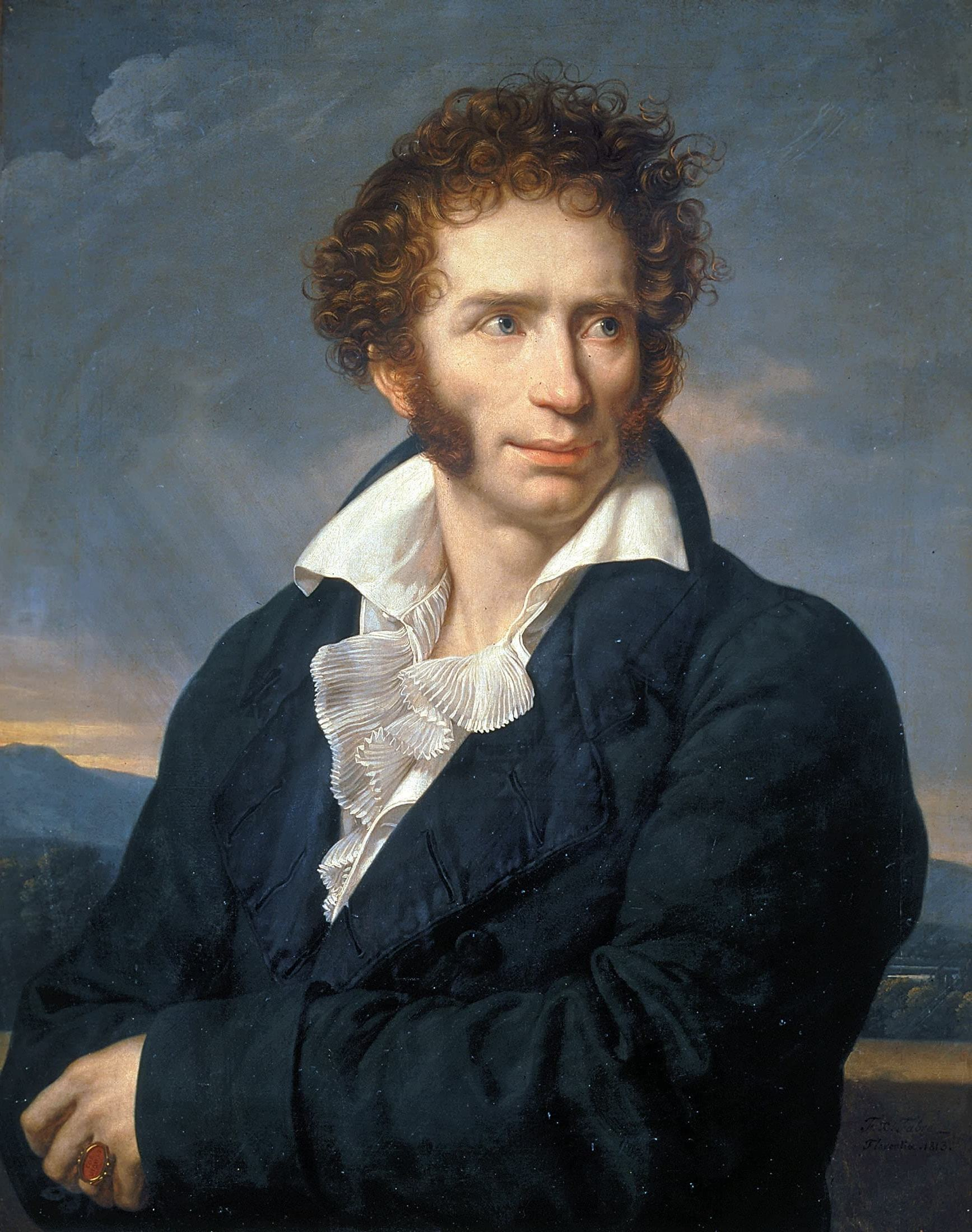
Ugo Foscolo

l'uso di paga con valore di sazia, appagata:
(Virtù, a. I, sc. 3, vv. 61-2)
(Ibidem, vv. 5-6)
preferenze di chiusura dell'endecasillabo:
(Virtù, a. I, sc. 4, vv. 119-121)
(Ibidem, v. 64)
i tipici e felici accostamenti di termini poeticissimi:
(Virtù, a. I, sc. 3, v. 90-91)
(Virtù, a. I, sc. 3, v. 109)
(Le ricordanze, vv. 83-84)
(Il risorgimento, vv. 5-6)
(Le ricordanze, vv. 172-73)
(A se stesso, vv. 6-9)
(La vita solitaria, vv. 68-69)
i verbi prediletti:
(Virtù, a. I, sc. 4, vv. 117-18)
(Canto notturno, vv. 118-19)

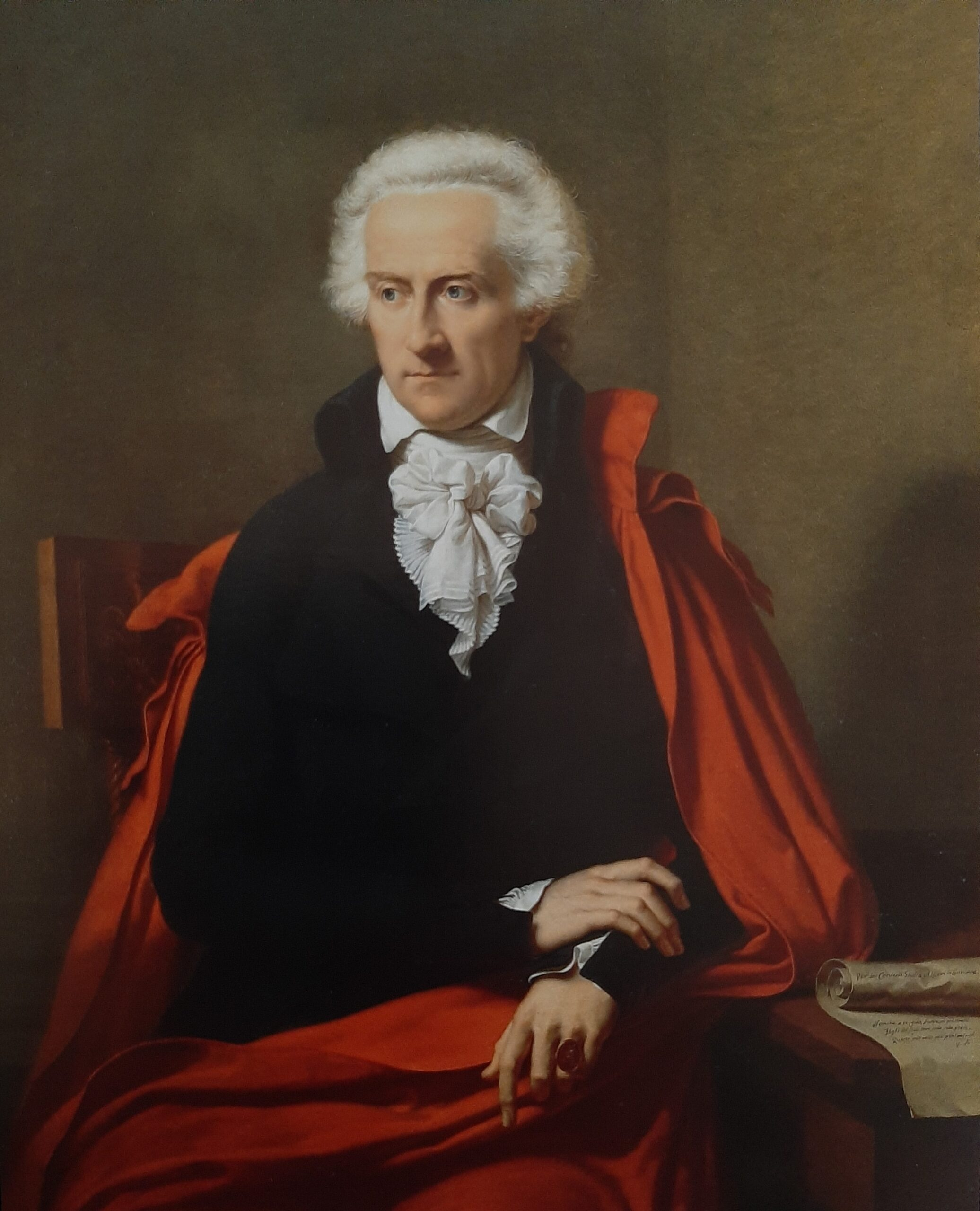
Vittorio Alfieri

il coraggio e l'ardore patriottico del principe Amet:
(Virtù, a. II, sc. 5, vv. 434-37)
(All'Italia, vv. 28-29 e 37-38)
fino ai temi più cari alla poetica leopardiana, come l'umanità disprezzata dal Cielo e umiliata dal destino che, per la prima volta, si affaccia nei lamenti di Osnam e di Muhammed:
(Virtù, a. I, sc. 4, vv. 127-28)
(Virtù a. II, sc. 3, vv. 370-71)
(Ad Angelo Mai, vv. 20-22)
(Nelle nozze della sorella Paolina, vv. 12-14)
(Bruto minore, vv. 25-27)
(Alla primavera, vv. 95-96)
(La ginestra, vv. 39-40)

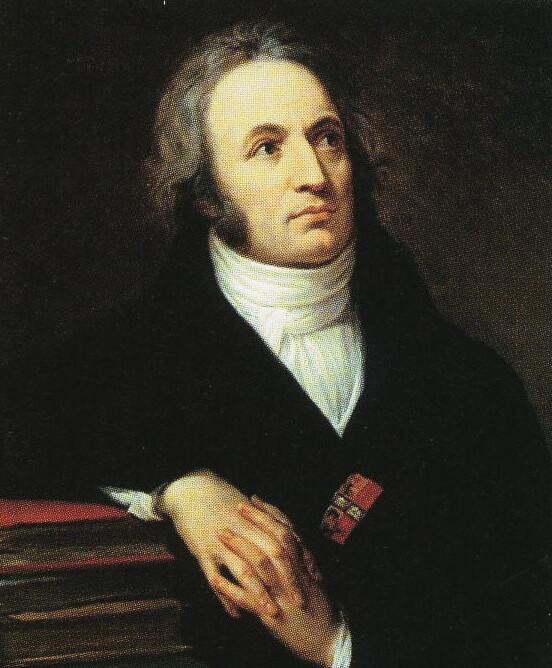
Vincenzo Monti

o prime prove di enumerazione allegorica che producono una crescente aspettativa (climax ascendente) e predispongono il lettore ad accogliere verità esistenziali ineluttabili:
(Virtù, a.I, sc. 1, vv. 12-18)
(La quiete dopo la tempesta, vv. 9-21)
(Il sabato del villaggio, vv.17-29)
Insieme alle reminiscenze scolastiche di Virgilio, Orazio e Pacuvio, e alle letture giovanili del Monti e del Foscolo Leopardi fa sfoggio, come accennato in precedenza, dell'ammirazione per il suo poeta preferito in assoluto, Torquato Tasso: 
(Virtù a. III, sc. 1, 519-23)
(Virtù a.I sc. 4, vv.123-24)
(Virtù, a. I, sc. 5, v. 137)
(Virtù, a. I, sc. 3, v. 79)
(Gerusalemme liberata, c. IX, o. 62, vv. 495-96)
(ibidem c. XVI o. 57 v. 452)
(ibidem c. XII, o. 66, v. 521)
(Aminta, a. I, coro finale)

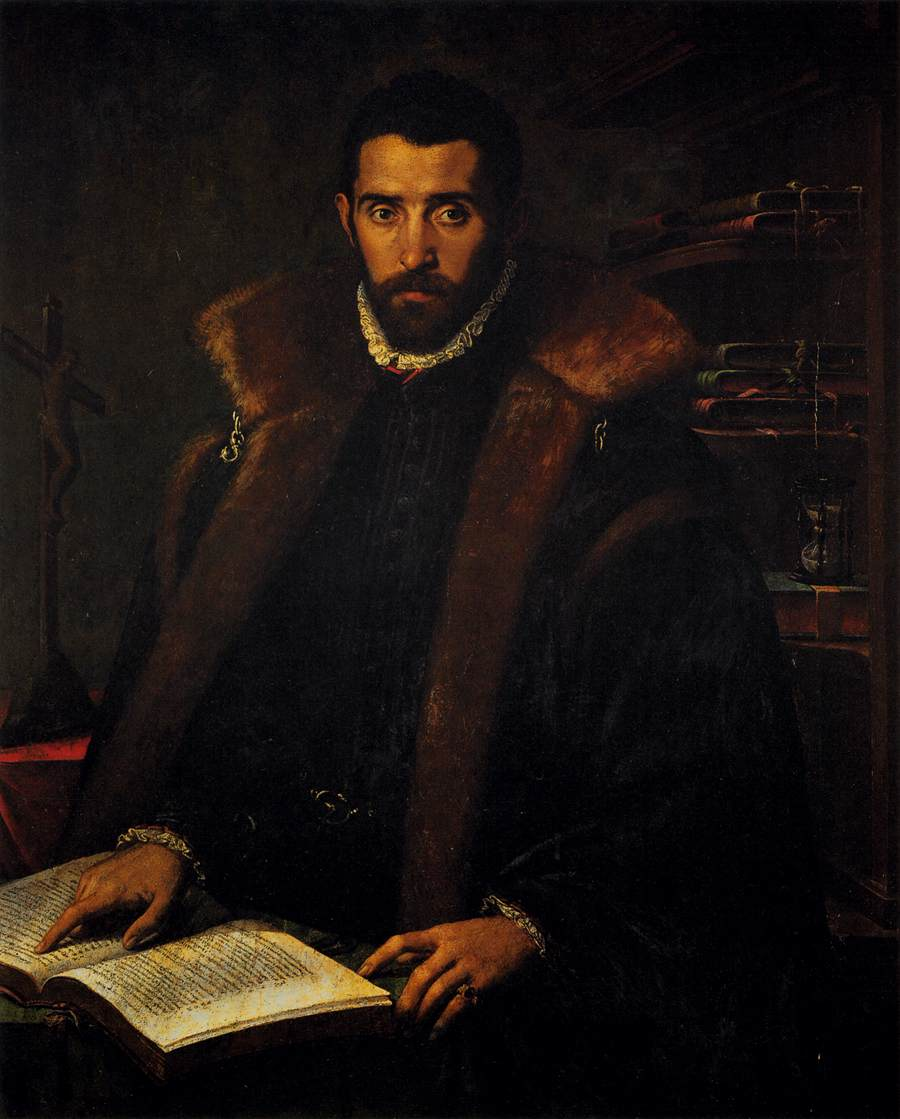
Torquato Tasso

tutta l'introduzione dell'atto terzo, con il ricorrere della consonate liquida, deriva dall'onomatopeia del Concilio infernale della Gerusalemme liberata:
(Virtù, a. III, sc. 1, vv.500-13)
(Gerusalemme liberata, c. IV, o. 1-19, vv. 1-152)
Lo studio moderno delle composizioni drammatiche del Leopardi non procede più dall'analisi della riuscita teatrale o letteraria dei testi, ma individua i contesti e i modelli culturali, gli obiettivi e le risposte dell'autore, nel tentativo di porre in luce l'idea di teatro che si affermò nella coscienza del poeta. La critica storica ha spesso frainteso il disinteresse teatrale di Leopardi, interpretando male alcuni passi dello Zibaldone, oppure usando il concetto, un po' astratto, di non teatralità dei testi leopardiani, e di inettitudine del poeta alla scrittura drammatica.

## Storia del manoscritto
(Giosuè Carducci, Tragedie, Drammi, e Cantate di Vincenzo Monti, G. Barbera, Firenze, 1865.)
Definito dal Bart, The elusive manuscript, La virtù indiana ha avuto una storia travagliata, conclusasi dopo oltre due secoli, nell'agosto del 2021 con la prima edizione italiana del testo con immagini a fronte. Il manoscritto in origine era costituito da un fascicolo di 29 carte non numerate per un totale di 57 facciate, cucite con filo bianco. Dopo la copertina e una carta bianca, il frontespizio: La / Virtù indiana / Tragedia / di / Giacomo Leopardi / 1811, circondato da un fregio decorativo a penna. In carta lievemente azzurrina, le pagine, rigate a matita - in 20 righe per facciata -, misurano cm 19 x 13 e sono riempite da una scrittura sorvegliata, con poche correzioni. Sull'intitolazione originale del frontespizio, finemente ornato dall'autore, sono oggi presenti segnature aggiuntive di altra mano che interessano quasi tutte le parole. La tragedia fu presentata da Giacomo al padre Monaldo il 24 dicembre 1811, come dono natalizio, secondo le consuetudini di casa Leopardi. Il manoscritto è segnato al n. 39 dell'Indice delle produzioni di me Giacomo Leopardi dall'anno 1809 in poi, compilato nel 1812: «La Virtù Indiana. Tragedia. 1811. Vol. 1, p.57». Del manoscritto si perse traccia già pochi anni dopo la morte dell'autore. Il manoscritto rimase probabilmente nella casa patronale, sotto custodia della sorella Paolina, che aveva ereditato l'amministrazione dei beni della famiglia Leopardi, come anni prima la madre Adelaide Antici. Subito dopo la morte dell'amato fratello la contessa fu assediata da molte richieste di autografi e ricordi del poeta, a cui, purtroppo, finì per cedere, e molti documenti andarono in gran parte dispersi.

### Anteprime in riviste
È molto probabile che uno di questi doni fu fatto a Don Emidio Galanti, che Paolina, sull'esempio dei genitori, tenne come precettore per i nepoti, i figli di Pierfrancesco, fratello minore del poeta. A scoprire la tragedia tra le carte lasciate in eredità dal Galanti fu Alighiero Castelli che, in un articolo del 1922 (Una tragedia inedita di Giacomo Leopardi, in «Rassegna italiana», V 1922, serie II, vol. X, pp. 782–86) ne annunciava il felice ritrovamento, fornendo una prima, sommaria, descrizione, e pubblicando per la prima volta la notevole Prefazione. Il Castelli ricostruiva la storia del manoscritto, lodando la venerazione per il fratello di Paolina e la cura con cui le nipoti del Galanti si occuparono del manoscritto, non preoccupandosi di dare giudizi estetici sull'opera, ma rimarcandone l'importanza per comprendere lo sviluppo del genio leopardiano.
(Ibidem, p. 786.)

### Le prime edizioni integrali

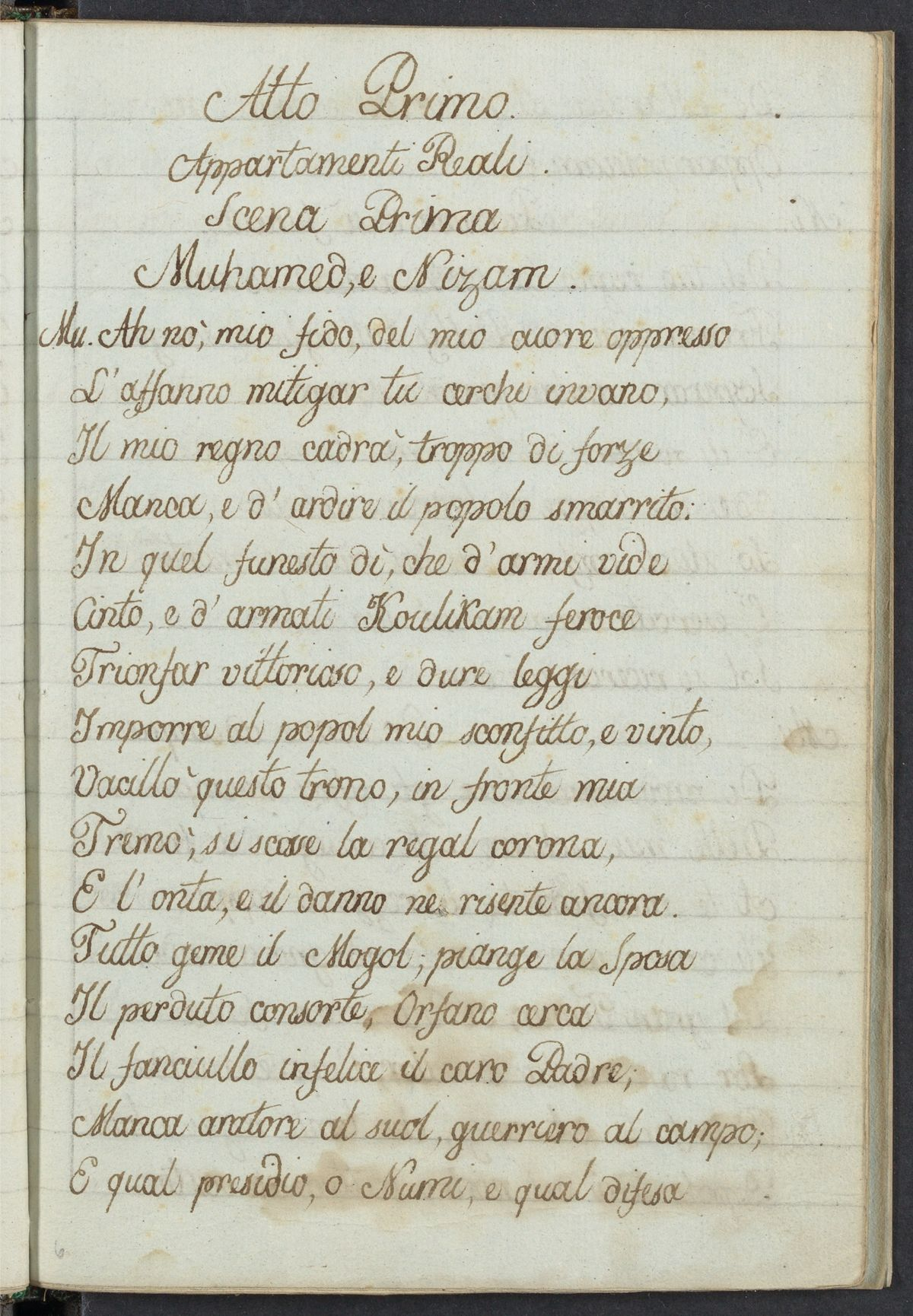
La virtù indiana, a. I sc. prima

Negli anni '20 il manoscritto cambiò ancora proprietario, finendo a Parigi nella collezione di libri e manoscritti antichi di Federico Gentili di Giuseppe, grande estimatore del poeta e paziente ed abile ricercatore di documenti e autografi leopardiani. Il Gentili è stato il primo vero editore della tragedia, pubblicando nel 1926 un articolo con la recensione del testo, la preziosa Prefazione e, per la prima volta, l'Argomento; e raccogliendo poi questo contributo insieme con l'edizione integrale del testo in una pubblicazione dalla tiratura limitatissima, che sfuggì a tutti i principali studiosi di Leopardi: Una tragedia inedita di Giacomo Leopardi – La Virtù indiana,  in «Nuova Antologia», n.1299, Vol.  61, maggio, 1926 pp. 13–27. Il Gentili, oltre a una massiccia modernizzazione della grafia, vari errori, come lo spostamento delle virgolette nella citazione dell'Algarotti, che attribuisce le sue parole a Leopardi, omissioni di versi e alcuni refusi, individua per primo l'errore, non imputabile al giovane autore, in cui Leopardi si era imbattuto con la citazione bettinelliana di Voltaire, riguardo al divieto fatto alle donne di recitare. Trova arido il soggetto prescelto ma, ex ungue leonem, loda alcuni passi, segno dell'ingegno precoce del giovane autore; di altri versi non coglie la dotta citazione e li annovera tra le esercitazioni scolastiche, piene di aggettivazioni, inversioni ed epiteti ridondanti, e fa un parallelo con la seconda tragedia del nostro, il Pompeo in Egitto, dallo studioso ritenuta più sobria. Il Gentili tenterà un primo di studio dei modelli e delle fonti del Leopardi e, insieme al già citato Bettinelli, farà raffronti con l'Alfieri e il Metastasio e spiegherà la scelta dei tre atti come imitazione dei modelli allora in auge nelle scuole, di opere di autori come il Valori e il Granelli. Sull'abolizione dei cori, il Gentili riporta una citazione dello Zibaldone del 1823, in cui Leopardi ne riabiliterà l'uso nella poesia, perché atti a mantenere l'illusione poetica e a portare sulla scena una impressione di vago e di indefinito, trovando, tra i moderni, dei mirabili esempi nell'Aminta del Tasso e nel Pastor fido del Guarini.

Il manoscritto, dopo la morte naturale del Gentili avvenuta nel 1940, fu salvato da sicura confisca, insieme all'intero catalogo dei suoi libri antichi, dai figli, Marcello e Adriana, che prima dell'occupazione di Parigi, volarono in Inghilterra e poi definitivamente negli Stati Uniti.

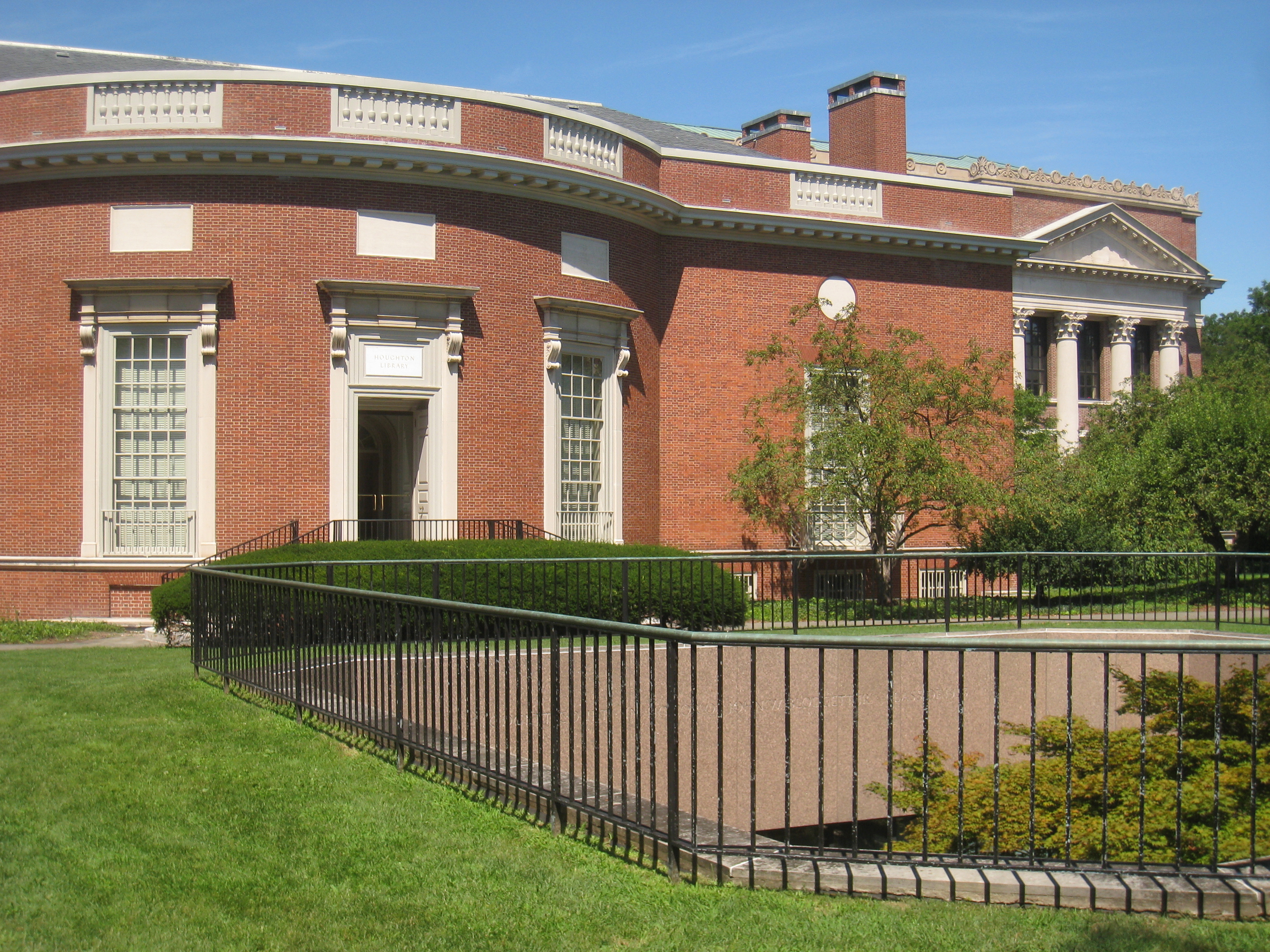
Biblioteca Houghton, Università di Harvard, Cambridge, Massachusetts, USA.

Pochi anni dopo il trasferimento, il ricco catalogo sarà venduto dagli eredi Gentili a un collezionista e, verso la fine degli anni '50, donato dallo stesso mercante d'arte alle istituzioni pubbliche. Il primo ad occuparsi del manoscritto oltreoceano fu B.F. Bart che, nel giugno del 1950, sulla rivista Italica, pubblicò, con recensione e commento del testo integrale, una nuova edizione del manoscritto, scoperto pochi mesi prima nella collezione della biblioteca Houghton dell'Università di Harvard nel Massachusetts. Il Bart darà un'edizione più fedele nella grafia del testo rispetto al Gentili e farà osservazioni sull'uso della punteggiatura in Leopardi, ma, pur evidenziando alcuni passi di notevole pregio, non vide nel testo particolari meriti, e, sulla linea del Gentili, lo bollerà come l'opera di uno studente: the style of the play, it is best to admit it, is eminently that of a school-boy.
Un anno più tardi, Giuseppe Tusiani tornerà sull'immagine di lavoretto scolastico tracciata dal Bart. Nel commentare queste parole, some of the other early Leopardi productions prefigure to some extent the later poet; this seems hardly the case with our play, l'accademico italoamericano elencò in un breve articolo del 1951 i segni già presenti di quell'originale poetica, sottolineando la perfezione formale di alcuni versi, come il Castelli e il Gentili, ma cogliendo più di altri il sapore nuovo e l'originalità degli stilemi del futuro grande poeta. Dopo una serie di brillanti esempi di lettura, assorbimento e riscrittura dei classici, che vanno da Virgilio al Tasso, il Tusiani celebrerà laVirtù indiana come il primo vero lavoro lirico del Leopardi per lunghezza e difficoltà compositiva: un'impresa cruciale nella formazione artistica del giovane autore.
(Ibidem, p. 114.)

### Edizioni critiche

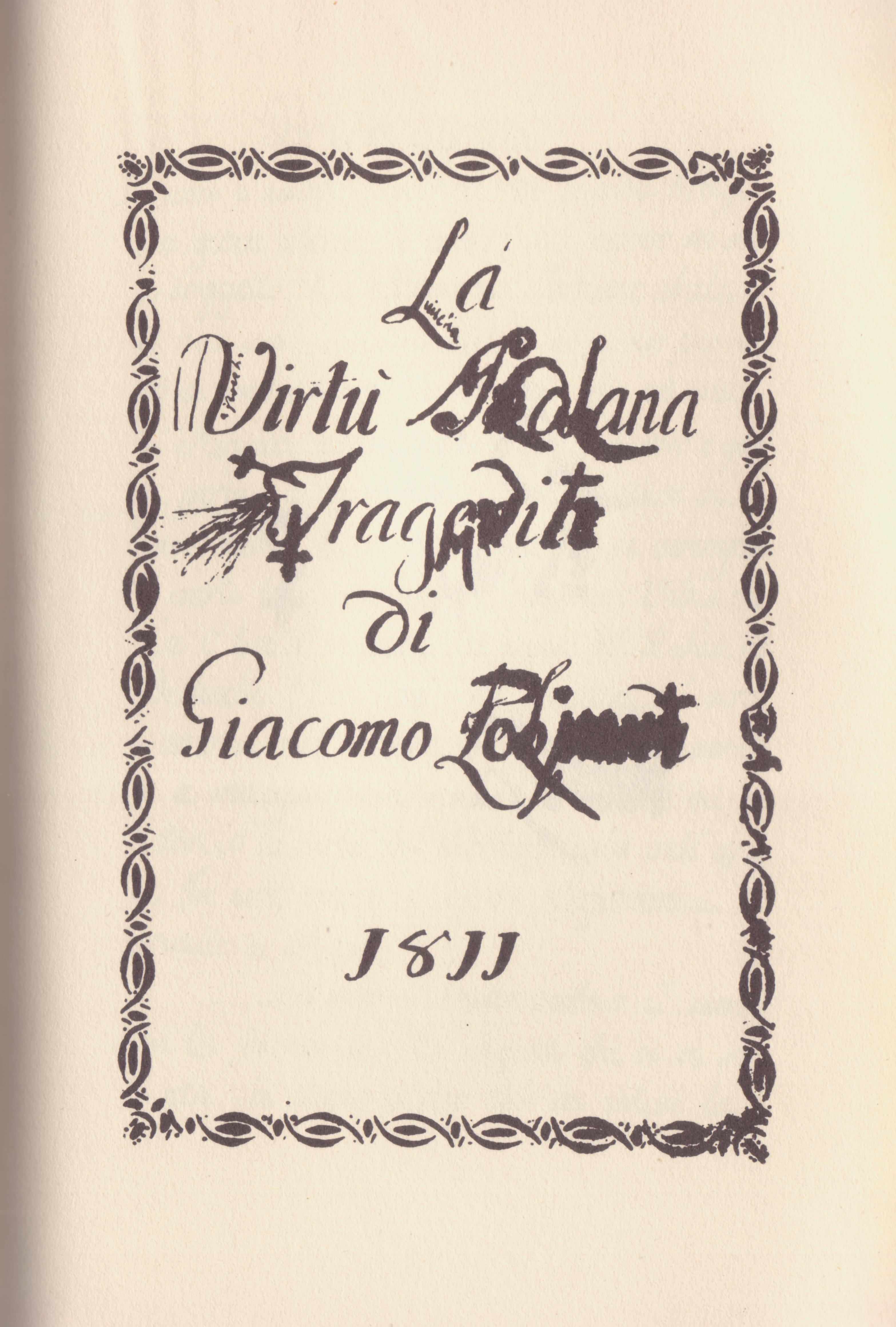
Riproduzione anastatica del 1991, a cura di E. Carini

La critica moderna ha ignorato entrambi gli studi americani fino agli anni '90 e tutte le più importanti edizioni complete sulle opere di Leopardi non sempre hanno riportato il testo integrale della tragedia, omettendo spesso Dedicatoria, Prefazione e Argomento. La prima edizione critica in senso stretto del manoscritto si deve a Isabella Innamorati, che nel 1999 pubblica una monografia sul teatro leopardiano, raccogliendo tutti e cinque i testi drammatici prodotti dall'autore nel corso della sua vita: La virtù indiana, Pompeo in Egitto, Maria Antonietta, Erminia e Telesilla. Nel saggio introduttivo la Innamorati ricostruisce i nessi principali che hanno contribuito al formarsi di un'idea di teatro nella coscienza del giovane poeta: dai profondi legami esistenti tra la didattica di casa Leopardi e il teatro di collegio della scuola pedagogica dei Gesuiti, al rapporto strettissimo tra la cultura conservatrice di Monaldo e il desiderio di prepotente affermazione di Giacomo, fino alla definizione dei passaggi principali che hanno influenzato l'evoluzione del sentimento di Leopardi per l'arte drammaturgica, rilevandone, finalmente, tutta l'importanza all'interno della sua poetica. Il testo critico è stato stabilito sulla base di un microfilm in b/n del manoscritto fornito dall'Università di Harvard, ed è seguito da un Apparato in cui sono stati dichiarati i principi del metodo ecdotico intrapreso; nella pubblicazione, tuttavia, non sono riportate immagini del manoscritto a scopo esemplificativo.
Insieme all'imprescindibile lavoro critico di Isabella Innamorati, si segnala l'importante edizione anastatica di Ermanno Carini del 1991. La riproduzione su carta del manoscritto, basata su un microfilm in b/n, è oggi del tutto inutilizzabile dopo la recente digitalizzazione a colori della tragedia, ma al Carini va certamente dato il merito di aver riscoperto il manoscritto presso la biblioteca Houghton di Harvard. Dopo aver letto una notizia preziosa su un articolo francese del Barthouil, che in nota indicava per la prima volta il lavoro del Bart, il Carini si è attivato per ottenere delle immagini del prezioso manoscritto, che sono arrivate al CNSL da Harvard per il tramite di Massimo Pesaresi, docente negli Stati Uniti e curatore americano in quel periodo, con Emilio Speciale, della bibliografia leopardiana. Nella nota didascalica di corredo alle immagini, per primo ha segnalato e interpretato puntualmente i segni sulla copertina del manoscritto (la “copertina” è caduta nella mani di una bambina, che si è divertita a modificare le parole; ha lasciato anche la sua firma), suggerendo agli studiosi indizi utili per comprendere il misterioso viaggio dell'autografo dall'Italia alla Nuova Inghilterra.